# NGC 2726
NGC 2726 је спирална галаксија у сазвежђу Велики медвед која се налази на NGC листи објеката дубоког неба.
Деклинација објекта је + 59° 56' 0" а ректасцензија 9h 4m 56,8s. Привидна величина (магнитуда) објекта NGC 2726 износи 12,4 а фотографска магнитуда 13,3. Налази се на удаљености од 24,0000 милиона парсека од Сунца. NGC 2726 је још познат и под ознакама UGC 4750, MCG 10-13-54, CGCG 288-18, IRAS 09010+6007, PGC 25498.